# UKUI
UKUI或称UbuntuKylin UI，最早是一个基于Mate制作的桌面环境。自20.04以来，通过Qt重写，做到了大部分桌面组件的自研。该桌面环境的主要特点是其布局、风格和使用习惯接近传统Windows。其最新版本为UKUI4.0。2016年，UKUI随Ubuntu Kylin 16.04 UKUI预览版发布，截至2018年，UKUI为银河麒麟社区版及优麒麟两个操作系统的默认桌面环境，并已经进入Ubuntu、Debian等Linux发行版的官方仓库。